# Congrégation Beit Simchat Torah
La Congrégation Beit Simchat Torah - CBST (en français, Maison de la Torah heureuse), est une synagogue située à Manhattan, à New York. Fondée en 1973, et est la plus grande synagogue LGBT du monde,. La CBST est ouverte aux Juifs de toutes orientations sexuelles et identités de genre, leurs familles et leurs amis. La congrégation est dirigée par le grand rabbin Sharon Kleinbaum et le rabbin adjoint Yael Rapport,,. 

## Histoire
En 1973, douze hommes juifs homosexuels se rassemblent pour former une congrégation. La prière est dirigée par Jacob Gubbay et se réunit dans l'église des Saints Apôtres de Chelsea où elle apporté son matériel chaque semaine. En 1978, la communauté commencé à louer des locaux dans le West Village, au 57 Bethune Street, dans le complexe artistique Westbeth Artists Community. Elle y installe des bureaux, une école hébraïque et un sanctuaire d'une capacité de 300 personnes pour les services du samedi matin. Les services du vendredi soir continuent de se tenir dans l'église. La communauté loue également le Jacob K. Javits Convention Center pour Yom Kippour, qui attire plus de 4 000 personnes.    
En juin 2011, la congrégation achete un grand espace dans le centre de Manhattan, au 130 West 30th Street, entre la Sixth Avenue et la Seventh Avenue,. Le nouvel espace est situé dans la tour SJM, bâtiment historique conçu par le célèbre architecte Cass Gilbert et construit en 1927-1928. Le terrain est inauguré en 2013 et la construction a été achevée en 2016. La dédicaceest marquée cette année-là par une célébration le 3 avril 2013.  

## Membres notables
- Cynthia Nixon, actrice candidate à l'élection primaire démocrate pour le poste de gouverneur de l'État de New-York[12]
- Janet Weinberg, défenseur de longue date des personnes vivant avec le VIH / sida et les handicaps[13]
- Edie Windsor à l'origine du procès États-Unis c. Windsor, contre Defense of Marriage Act[14],[15]

## Annexe